# پیکو دا نبلینا

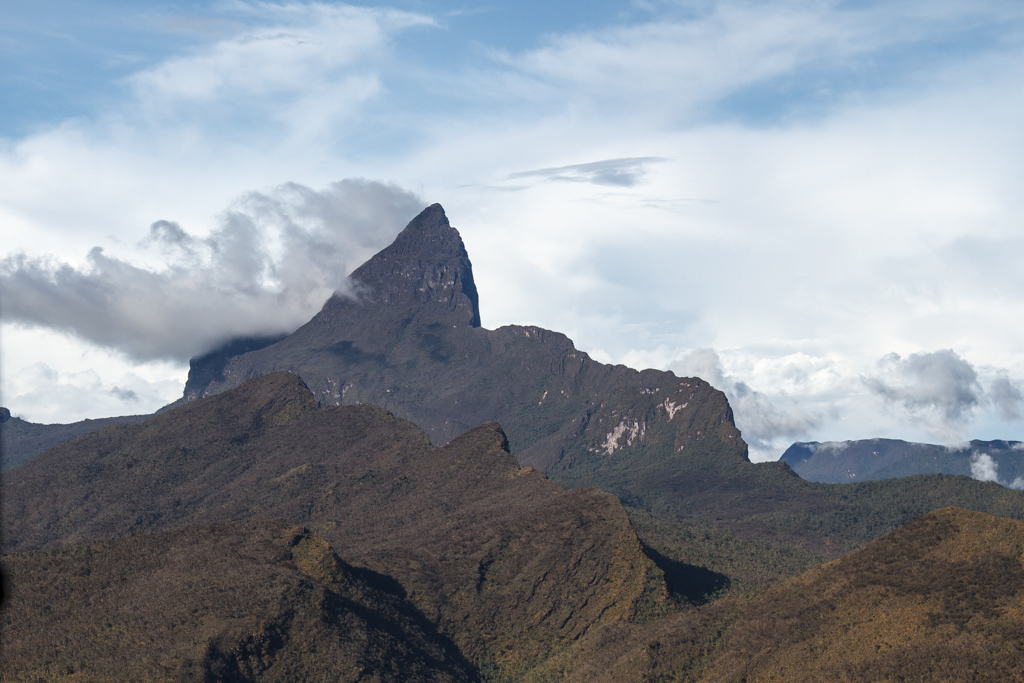
پیکا دا نبلینا

پیکو دا نبلینا (انگلیسی: Pico da Neblina) بلندترین قله در برزیل است و از سطح دریا ۲٬۹۹۵٫۳ متر ارتفاع دارد.
این قله در ایالت آمازوناس برزیل و در رشته‌کوه نبلینا واقع شده که بخشی از بلندی‌های گویان در مرز برزیل و ونزوئلا است. همان‌طور که توسط یک سفر بررسی مرزی در سال ۱۹۶۲ مشخص شد، قله آن با اختلافی کم دقیقاً در داخل خاک برزیل واقع شده‌است، فاصله آن از مرز ونزوئلا فقط ۶۸۷ متر است.
نام این قله به پرتغالی به معنای «قله ابرآلود» است و همان‌طور که از نامش پیداست، بیشتر اوقات با ابرهای متراکم پوشیده می‌شود. نخستین صعود به این قله در سال ۱۹۶۵ و توسط اعضای یک تیم اعزامی ارتش برزیل انجام شد.